# Фландријски рат
Фландријски рат (енгл. Franco-Flemish War, фр. Guerre de Flandre, 1297-1305) био је сукоб између Француске и Енглеске, који је избио због покушаја француског краља да анектира Фландрију. Завршен је француском победом.

## Позадина
Рат је избио због покушаја француског краља Филипа IV Лепог да анектира Фландрију, земљу свог вазала Гија де Дампјера (фр. Gui de Dampierre). Да би се одбранио, Ги је ступио у савез са Енглеском.

## Рат

### Енглеска интервенција (1297-1299)
Енглески краљ Едвард I искрцао се у Фландрији 22. августа 1297. са 822 коњаника и 8.500 пешака. У међувремену су Французи под командом Роберта II од Артоа (фр. Robert II, le Noble, comte d'Artois) одбацили Фламанце код Фирна (фр. Furnes, хол. Veurne - Верне) 13. августа, заузели Лил и неке друге градове. Између два краља дошло је 9. октобра до примирја у Вив-Сен Бавону (фр. Vive-Saint-Bavon, хол. Sint-Baafs-Vyve) после чега су се њихове снаге повукле у Енглеску, односно Француску. Очигледно, обострано се зазирало од сукоба. Због тога је убрзо дошло до потписивања мира између Енглеске и Француске у Монтреј-сир-Меру (фр. Montreuil-sur-Mer), 19. јуна 1299.

### Француска окупација и устанак грађана (1330-1303)
Фламанци су прекршили мир 6. јануара 1300. Одмах затим француска војска под командом Шарла од Валоа (фр. Charles de Valois) упала је у Фландрију. Отпора је било само у Ипру и Дамеу. Сам Ги де Дампјер напустио је борбу и предао се Французима. Уз помоћ крупне фламанске буржоазије, Француска је анектирала Фландрију.
Међутим, еснафи Брижа дигли су се 18. маја 1302. на устанак под вођством Петра Конинка (хол. Peter Koninck). Устаници су заузели француски гарнизон Matines brugeoises и побили француске војнике и већи број њихових присталица. Убрзо се устанак проширио на целу Фландрију, осим Гента. Роберт II од Артоа поново је упао у Фландрију са 5.000 коњаника и 3.000 стрелаца, али је у бици код Куртреа 11. децембра 1302. претрпео тежак пораз. Фламанци су затим заузели Лил и Дуе (фр. Douai). Филип IV кренуо је затим лично против Фландрије, али није смео да се одлучно ангажује. Глад га је убрзо приморала на повлачење. Да би добио у времену склопио је примирје  у септембру 1303.

### Француска победа
Наредне године Филип IV поново је упао у Фландрију морем и копном. После битке код Зирикзеа (хол. Zieriksee) 10-11. августа и код Монс-ен-Певела 18. августа 1304, дошло је до закључења мира у Атис-сир-Оржу (фр. Athis-sur-Orge, хол. Athis-Mons) 1305. Ги де Дампјер пристао је на неповољне услове мира, што је касније у Фландрији довело до нових буна и устанака.